# Sven Lõhmus
Sven Lõhmus (* 13. července 1972 Estonská SSR, SSSR, dnes Estonsko) je estonský popový skladatel, producent a textař. Jde o uznávaného producenta z Estonska. Byl zpěvákem ve dvou kapelách, Mr. Happyman a Black Velvet.
Pracoval s předními umělci z pobaltských států, včetně Vanilla Ninja (kde byl také managerem), Suntribe, Urban Symphony a se zpěvačkou Getter Jaani. Již třikrát získal cenu za „Nejlepšího autora“ na „Eesti Popmuusika Aastaauhinnad“, a to letech 2003, 2004, a 2010.

## Písně, které reprezentovaly Estonsko na Eurovision Song Contest
- 2005: Suntribe – „Let's Get Loud“, 20. místo v semifinále
- 2009: Urban Symphony – „Rändajad“, 6. místo ve finále
- 2011: Getter Jaani – „Rockefeller Street“, 24. místo ve finále
- 2017: Koit Toome & Laura – „Verona“, 14. místo v semifinále

## Písně, které neprošly přes národní kola do Eurovision Song Contest
- „Maailm kahele“ od Mona & Karl Madis — 1998, 9. místo ve finále Eurolaul
- „Solo“ od Black Velvet — 1999, 5. místo ve finále Eurolaul
- „Church Of Love“ od White Satin — 2000, 9. místo ve finále Eurolaul
- „Life Is A Beatiful Word“ od Soul Control — 2001, 5. místo ve finále Eurolaul
- „Another Country Song“ od Nightlight Duo — 2002, 2. místo ve finále Eurolaul
- „Club Kung Fu“ od Vanilla Ninja — 2003, 9. místo ve finále Eurolaul
- „I Can Be The One“ od Nightlight Duo — 2003, 4. místo ve finále Eurolaul
- „Moonwalk“ od Laura Põldvere — 2005, 2. místo ve finále Eurolaul
- „Sunflowers“ od Laura Põldvere — 2007, 3. místo ve finále Eurolaul
- „Destiny“ od Laura Põldvere — 2009, 3. místo ve finále Eesti laul
- „Päästke noored hinged“ od Grete Paia — 2013, 2. místo ve finále Eesti laul
- „Kui tuuled pöörduvad“ od Sandra Nurmsalu — 2014, 5. místo ve finále Eesti laul
- „Supersonic“ od Laura Remmel — 2016, 2. místo ve finále Eesti laul
- „Stories untold“ od Grete Paia — 2016, 7. místo ve finále Eesti laul